# Dopesick
Dopesick é uma minissérie dramática americana criada por Danny Strong e baseada no livro de não ficção Dopesick: Dealers, Doctors and the Drug Company that Addicted America, de Beth Macy. Os três primeiros episódios da série de oito episódios foram lançados em 13 de outubro de 2021, no Hulu.

## Premissa
Dopesick se concentra no "epicentro da luta da América contra o vício em opioides" nos Estados Unidos.

## Elenco

### Principal
| Intérprete        | Personagem        |
| ----------------- | ----------------- |
| Michael Keaton    | Dr. Samuel Finnix |
| Peter Sarsgaard   | Rick Mountcastle  |
| Michael Stuhlbarg | Richard Sackler   |
| Will Poulter      | Billy Cutler      |
| John Hoogenakker  | Randy Ramseyer    |
| Kaitlyn Dever     | Betsy Mallum      |
| Rosario Dawson    | Bridget Meyer     |

### Recorrente
| Intérprete             | Personagem          |
| ---------------------- | ------------------- |
| Jake McDorman          | John Brownlee       |
| Ray McKinnon           | Jerry Mallum        |
| Cleopatra Coleman      | Grace Pell          |
| Raúl Esparza           | Paul Mendelson      |
| Will Chase             | Michael Friedman    |
| Phillipa Soo           | Amber Collins       |
| Mare Winningham        | Diane Mallum        |
| Lawrence Arancio       | Raymond Sackler     |
| Jaime Ray Newman       | Kathe Sackler       |
| Arischa Conner         | Leah Turner         |
| Ian Unterman           | Jonathan Sackler    |
| Brendan Patrick Connor | Howard Udell        |
| Andrea Frankle         | Beth Sackler        |
| Winsome Brown          | Theresa Sackler     |
| Alan Campbell          | Dr. Paul Goldenheim |
| Rebecca Wisocky        | Cynthia McCormick   |
| Meagen Fay             | Irmã Beth Davies    |
| Trevor Long            | Rudy Giuliani       |

## Episódios
| N.º | Título                         | Dirigido por    | Escrito por                     | Lançamento             | Cód. de produção |
| --- | ------------------------------ | --------------- | ------------------------------- | ---------------------- | ---------------- |
| 1   | "First Bottle"                 | Barry Levinson  | Danny Strong                    | 13 de outubro de 2021  | 1DJE01           |
| 2   | "Breakthrough Pain"            | Barry Levinson  | Danny Strong                    | 13 de outubro de 2021  | 1DJE02           |
| 3   | "The 5th Vital Sign"           | Michael Cuesta  | Danny Strong & Beth Macy        | 13 de outubro de 2021  | 1DJE03           |
| 4   | "Pseudo-Addiction""            | Michael Cuesta  | Jessica Mecklenburg             | 20 de outubro de 2021  | 1DJE04           |
| 5   | "The Whistleblower"            | Patricia Riggen | Danny Strong & Benjamin Rubin   | 27 de outubro de 2021  | 1DJE05           |
| 6   | "Hammer the Abusers"           | Patricia Riggen | Danny Strong & Eoghan O'Donnell | 3 de novembro de 2021  | 1DJE06           |
| 7   | "Black Box Warning"            | Barry Levinson  | Danny Strong & Beth Macy        | 10 de novembro de 2021 | 1DJE07           |
| 8   | "The People vs. Purdue Pharma" | Barry Levinson  | Danny Strong                    | 17 de novembro de 2021 | 1DJE08           |

## Produção

### Desenvolvimento
Em 17 de junho de 2020, foi anunciado que o Hulu havia dado à produção um pedido de série limitada que consistia em oito episódios baseados no livro Dopesick: Dealers, Doctors and the Drug Company that Addicted America, de Beth Macy. A série foi desenvolvida por Danny Strong, que também serve como produtor executivo ao lado de Michael Keaton, Warren Littlefield, John Goldwyn, Beth Macy, Karen Rosenfelt e Barry Levinson, que dirigiu a minissérie. As produtoras envolvidas na série são Fox 21 Television Studios, John Goldwyn Productions e The Littlefield Company.

### Seleção de elenco
Junto com o anúncio da minissérie, Michael Keaton também foi escalado para um papel principal. Em setembro de 2020, Peter Sarsgaard, Kaitlyn Dever, Will Poulter e John Hoogenakker se juntaram ao elenco principal, com Phillipa Soo e Jake McDorman se juntando em papéis recorrentes. Em outubro de 2020, Rosario Dawson foi confirmada em um dos papéis principais, enquanto Ray McKinnon foi escalado para um papel recorrente. Em novembro de 2020, Cleopatra Coleman se juntou ao elenco da série em um papel recorrente. Em dezembro de 2020, Michael Stuhlbarg foi escalado como um personagem regular da série. Em janeiro de 2021, Jaime Ray Newman, Andrea Frankle e Will Chase se juntaram ao elenco da série em papéis recorrentes. Em março de 2021, Rebecca Wisocky e Meagen Fay foram escaladas para papéis recorrentes. Em abril de 2021, Trevor Long se juntou ao elenco da série, em caráter recorrente.

### Filmagens
As filmagens começaram em dezembro de 2020 em Richmond, Virgínia e Virgínia Central e estão programadas para continuar até maio de 2021. Carolina do Norte e Geórgia estavam na disputa, mas Virgínia foi selecionada por seus incentivos fiscais e localizações.

## Lançamento
Dopesick foi lançada no Hulu em 13 de outubro de 2021. O primeiro episódio foi exibido no Festival de Cinema de Virgínia em 30 de outubro de 2021, seguido de uma conversa com Danny Strong e Beth Macy. Internacionalmente, a série estreou no hub de conteúdo Star do Disney+, Disney+ Hotstar e Star+ em 12 de novembro de 2021, Os dois primeiros episódios foram ao ar naquele dia com episódios subsequentes lançados às quartas-feiras.